# Сильвестр (Белькевич)
Митрополит Сильвестр (в миру Стефан Андреевич Белькевич или Велькевич; ум. 1567) — митрополит Киевский, Галицкий и всея Руси.

## Биография
Происходил из светского звания. При короле Сигизмунде он служил королевским скарбником и ключником в Вильне и, по кончине настоятеля виленского Троицкого монастыря архимандрита Алексия, выпросил себе у короля этот монастырь в управление. Продолжая ту же службу виленского скарбника и ключника и при Сигизмунде Августе и называясь настоятелем Виленского Троицкого монастыря, пан Степан Андреевич Велькевич исходатайствовал себе новую грамоту от 10 июля 1551 года, которой король отдавал ему и Киевскую митрополию, по смерти митрополита Макария, последовавшей спустя пять лет после сего, и обещался не отдавать её никому другому, а с тем вместе оставлял за Велькевичем до его живота Виленский Троицкий монастырь.
По смерти митрополита Макария Велькевич объявлен наречённым митрополитом, хотя оставался в светском звании и носил своё мирское имя. Новогродский воевода Иван Горностай 25 марта 1556 года, жертвуя в виленский Пречистенский собор серебряный рукомойник, назначал его для употребления «нынешнему митрополиту нареченному Стефану Андреевичу». Но через полгода (30 сентября 1556) Стефан Андреевич писался уже: «милостию Божиею мы, Селивестр, нареченный архиепископ, митрополит Киевский и Галицкий и всея Руси», то есть успел уже принять монашество с новым именем и, не проходя низших степеней церковного служения, занял прямо кафедру митрополита.
Он был малообразован, едва умел читать. Правда, в «Акты, относящиеся к истории Западной России» внесено «Поучение новопоставленному священнику», принадлежащее митрополиту Сильвестру и подписанное: «Писан в Новегородку лета Божия нароженья 1562, месяца декабря в 15 день», но оно не может служить свидетельством его образованности и знаний, потому что составлено по готовой форме, по которой писали и выдавали такие же поучения новопоставленным священникам и все архиереи. Естественно, что такой митрополит не мог оказать серьёзного противодействия и предпринять действительных мер против распространения в его епархии протестантизма, особенно кальвинизма, которому сочувствовал и сам король Сигизмунд Август. Достоверно, что в его епархии, именно в Новогрудском воеводстве, протестанты имели наибольший успех: почти до 600 православных шляхетных фамилий перешли в протестантизм. Есть известие, будто митрополит Сильвестр вёл дружбу с киевским епископом Николаем Пацом, который потом изменил своей вере, женился и сделался протестантом-мирянином. Как человек практический, Сильвестр умел находить для себя покровителей при дворе короля и не стеснялся преследовать своекорыстные цели. Он требовал от своих наместников и урядников, чтобы они собирали и высылали ему дани и доходы с подданных крестьян и куничные пенязи со священников.
В 1561 году киево-печерский архимандрит Иларион принёс королю жалобу, что митрополит Сильвестр причиняет разные обиды печерской братии и самовольно завладел Киево-Николаевским пустынным монастырём со всеми его имениями и угодьями. По приказу короля монастырь был удовлетворен по жалобе. Справедливость требует отметить, однако, распоряжения митрополита Сильвестра, которые клонились к благоустройству церковной и монастырской жизни. В грамоте, данной 25 сентября 1557 года на имя архимандрита Супрасльского монастыря Сергия Кимбара, он разрешает приходящим из других монастырей и епархий иеромонахам, а также женатым и вдовым священникам, совершать в монастыре литургию и все церковные службы. По жалобе митрополита король грамотою от 8 мая 1558 года велел всем духовным лицам в имениях Слуцкого князя Юрия Юрьевича быть послушными митрополиту, княжеским урядникам не вмешиваться в духовное управление. Виленским бурмистрам и радцам, принесшим жалобу митрополиту на виленских священников михайловского, воскресенского и никольского, своевольно отдавших в залог церковные дома, Сильвестр в ответе своем, между прочим, дал совет не избирать таких дурных священников, от которых нужно беречь церковные дома.
В 1558 году митрополит Сильвестр «собственным стараньем», а не по приказу короля, созвал в Вильне собор на первой неделе Великого Поста для утверждения веры и закона христианского. Известна подтвердительная грамота его от 2 июля 1564 года Киево-Выдубицкому монастырю на землю Гнилец. При нём Пересопницкий архимандрит Григорий переложил в 1556—1561 г. с болгарского (церковного) наречия на русское Четвероевангелие; около 1570 года переведён во Львове с еврейского на славянско-русский язык Ветхий Завет, в то же время переложена со славянского на польско-русский язык Псалтирь.
Скончался митрополит Сильвестр, вероятно, в последнюю четверть 1567 года, потому что в это время виленский Троицкий монастырь, который пожалован был ему королём, король пожаловал уже пану Фёдору Яцкевичу Белькевичу. Но на преемство митрополиту Сильвестра ещё в 1565 году испрошена была грамота у короля Сигизмунда Августа Холмским епископом Феодосием Лозовским.